# Phänomobil

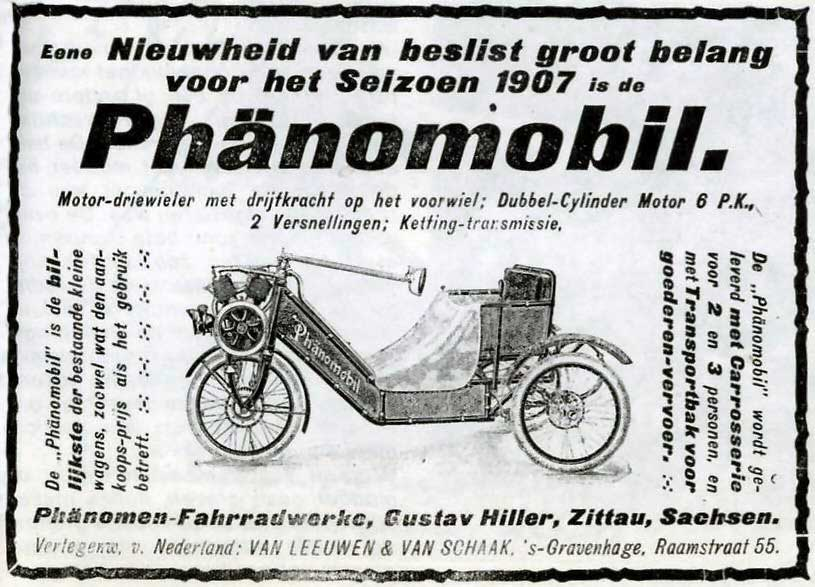
Phänomobil der Maschinenfabrik Gustav Hiller Zittau.

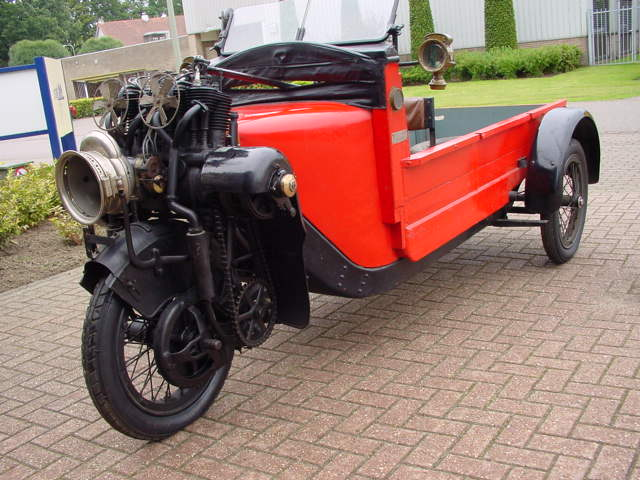
Phänomobil

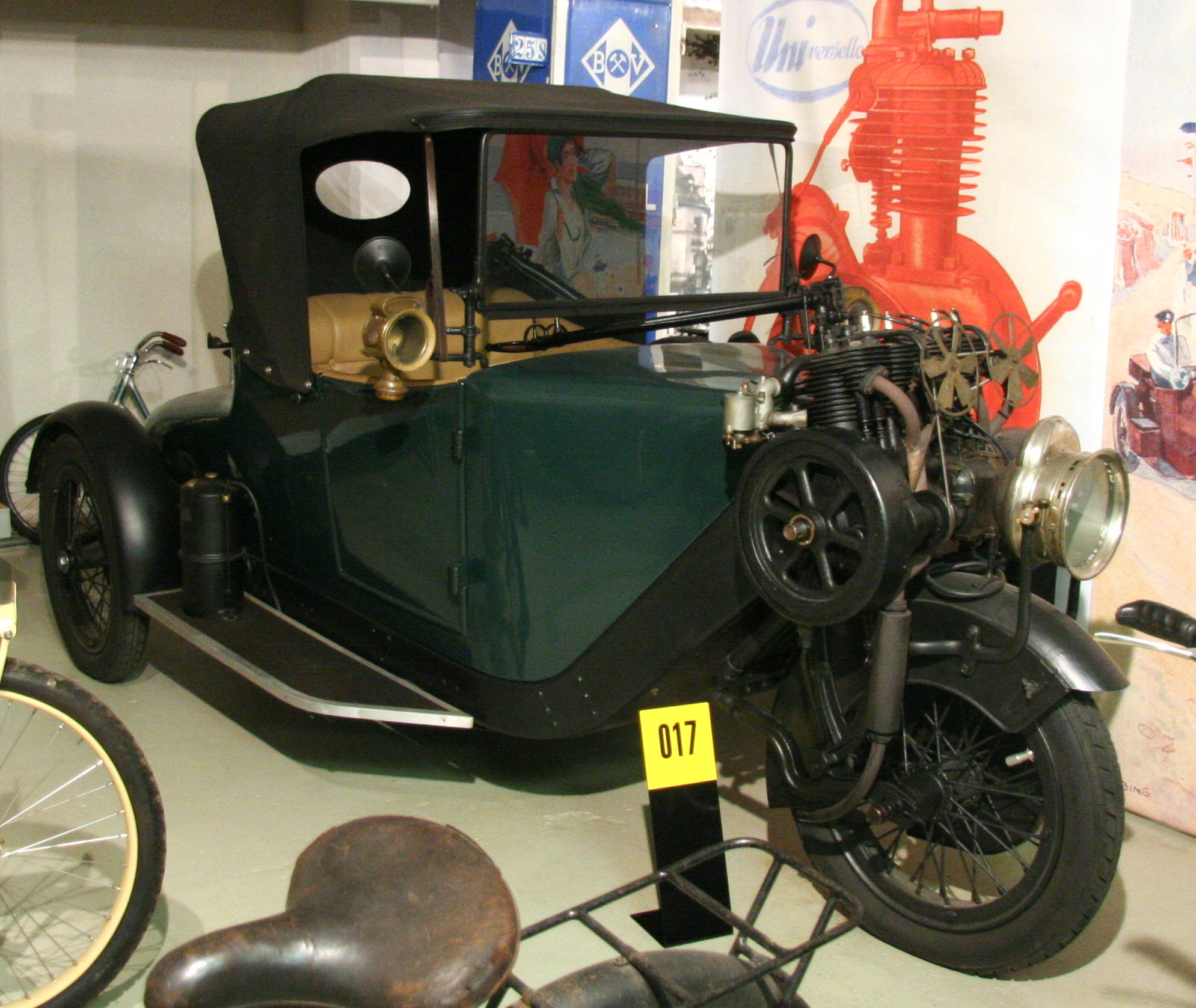
Phänomobil Zn 12PS, Baujahr 1921, im Museum für sächsische Fahrzeuge

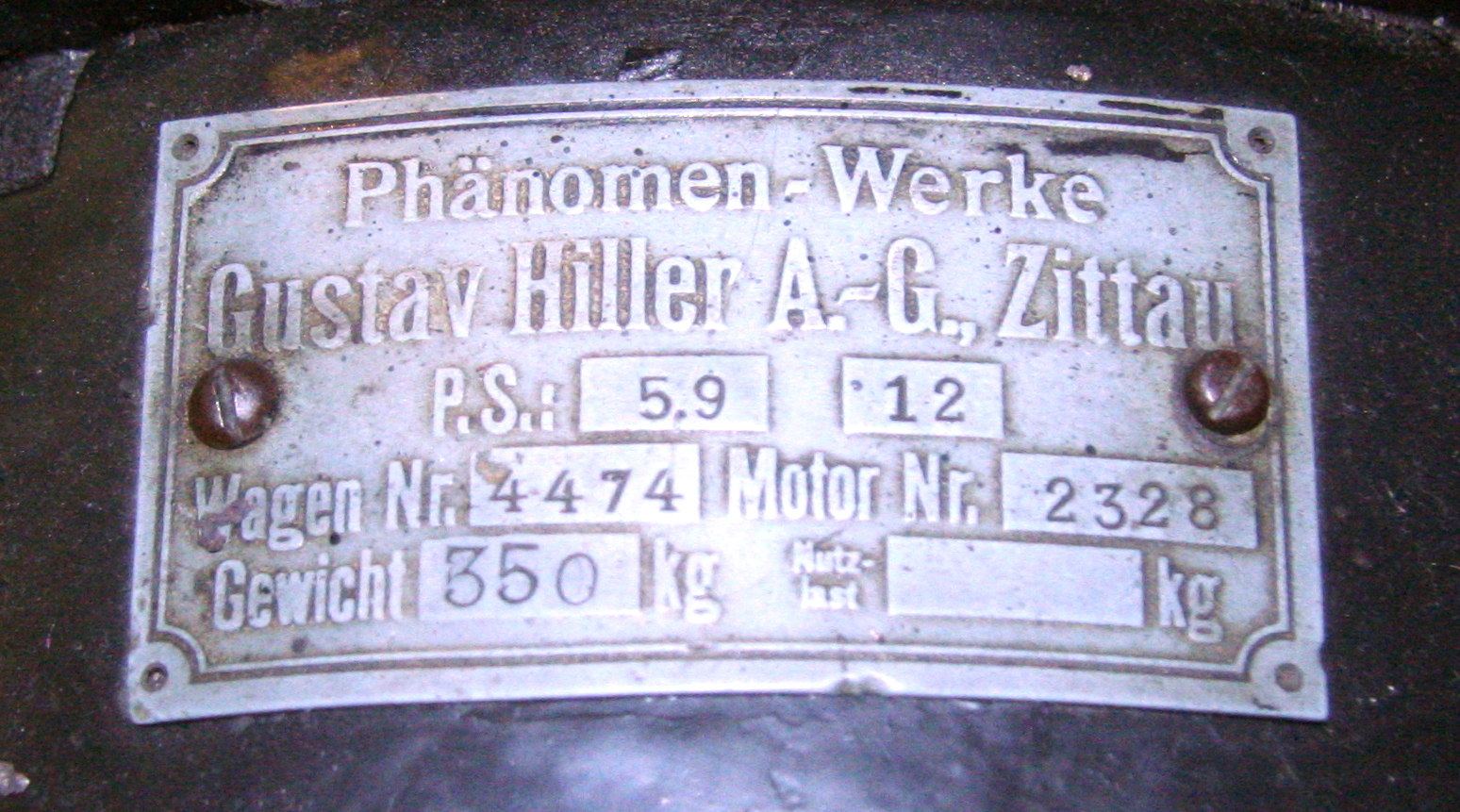
Phänomobil Zn 12PS, Baujahr 1921, Typenschild

Das Phänomobil 4/6 PS war ein Dreiradwagen, den der Zittauer Motorradhersteller Phänomen als erstes PKW-Modell 1907 auf den Markt brachte.
Er besaß einen 2-Zylinder-SV-V-Motor mit 0,9 Litern Hubraum, der 6–7 PS (ab 1910: 9 PS) leistete und seine Kraft über ein 2-Gang-Planetengetriebe an das einzelne Vorderrad, auf dem er aufgebaut war, durch eine Kette weiterleitete. Der Wagen hatte ein Stahlrohr-Rahmengestell und eine hintere Starrachse, die an C-Federn, später an Halbelliptik-Blattfedern, aufgehängt war. Die Vorderradgabel besaß gekapselte Schraubenfedern. Die Fußbremse wirkte auf die Hinterräder als Außenbandbremse. Es wurden offene Zweisitzer und Lastkarren hergestellt.
1912 löste ein Viersitzer dieses erste Fahrzeug ab. Das Phänomobil 6/12 PS war bei sonst gleichem Konzept mit einem 4-Zylinder-SV-Reihenmotor ausgestattet, der aus 1,55 Litern Hubraum 12 PS entwickelte. Die Außenbandbremse war durch eine normale Trommelbremse ersetzt worden. Der Rohrrahmen war einem Stahlblechrahmen gewichen, der vorne nach oben gezogen und verjüngt war, um die Vorderradgabel aufnehmen zu können.
Fast ohne Änderungen wurde dieser Wagen 1920 durch das Phänomobil Typ V ersetzt, das bis 1927, auch als Taxi, hergestellt wurde.
Nach Auslaufen der Fertigung wandten sich die Phänomen-Werke der Herstellung von Nutzfahrzeugen zu.

## Technische Daten
| Typ                   | 4/6 (7, 9) PS     | 6/12 PS             | V                                                      |
| --------------------- | ----------------- | ------------------- | ------------------------------------------------------ |
| Bauzeitraum           | 1907–1912         | 1912–1920           | 1920–1927                                              |
| Aufbauten             | R2                | T4                  | T4                                                     |
| Motor                 | 2 Zyl. V 4-Takt   | 4 Zyl. Reihe 4-Takt | 4 Zyl. Reihe 4-Takt                                    |
| Ventile               | stehend (sv)      | stehend (sv)        | stehend (sv)                                           |
| Bohrung × Hub         | 82 mm × 84 mm     | 74 mm × 90 mm       | 74 mm × 90 mm                                          |
| Hubraum               | 896 cm³           | 1548 cm³            | 1548 cm³                                               |
| Leistung (PS)         | 6, 7 oder 9       | 12                  | 12                                                     |
| Leistung (kW)         | 4,4, 5,1 oder 6,6 | 8,8                 | 8,8                                                    |
| bei Drehzahl (1/min)  | 1200              | 1500                | 1500                                                   |
| Verbrauch             |                   | 10 l / 100 km       | 10 l / 100 km                                          |
| Getriebe              | 2-Gang Planet     | 2-Gang Planet       | 2-Gang Planet                                          |
| Höchstgeschwindigkeit | 50 km/h           | 60 km/h             | 55 km/h                                                |
| Leergewicht           | 220 kg            | 600 kg              | 640 kg                                                 |
| Zul. Gesamtgewicht    |                   | 1000 kg             | 1040 kg                                                |
| Elektrik              | 6 Volt            | 6 Volt              | 6 Volt                                                 |
| Länge                 |                   |                     | 3430 mm                                                |
| Breite                |                   |                     | 1550 mm                                                |
| Höhe                  |                   |                     | 1650 mm                                                |
| Radstand              | 1950 mm           | 2560 mm             | 2560 mm                                                |
| Spur vorne/hinten     | 0 mm / 1280 mm    | 0 mm / 1360 mm      | 0 mm / 1360 mm                                         |
| Reifengröße           | 650×85 HD         | 700×85 HD           | 710×100 HD vorne, 710×90 HD hinten, ab 1926 730×130 ND |

- R2 = 2-sitziger Roadster
- T4 = 4-sitziger Tourenwagen